# Pakhuis Eem (Groningen)
Pakhuis Eem is een 15e-eeuws voormalig pakhuis in de Nederlandse stad Groningen.

## Geschiedenis
Eem werd in de 15e eeuw gebouwd aan de Hoge der A als woon-pakhuis. In 1730 werd het verbouwd en kreeg de gevel het aanzien dat het nu nog heeft. In 1839 werd een kroonlijst aangebracht, die wordt onderbroken door een trijshuis. Tegenwoordig is de begane grond in gebruik als kantoorruimte. Het pakhuis is een erkend rijksmonument.